# Hoa hậu Thiếu niên Quốc tế
Hoa hậu Thiếu niên Quốc tế (tiếng Anh: Miss Teen International) là một cuộc thi sắc đẹp dành cho nữ vị thành niên có độ tuổi từ 14 đến 19.

## Phiên bản
Miss Teen International là một cái tên rất thông dụng khi muốn nhắc đến một cuộc thi nhan sắc dành cho nữ tuổi vị thành niên, chính vì lẽ đó đã có không ít các tổ chức trên thế giới lấy tên Miss Teen International làm tên thương hiệu. Tuy nhiên, vì tên thương hiệu được đăng ký bản quyền hợp pháp tại mỗi quốc gia nơi cuộc thi đó thành lập. Chính vì thế, trên thế giới luôn có các cuộc thi Miss Teen International song hành với nhau. Theo đó, có tổng 7 cuộc thi Miss Teen International thuộc 6 quốc gia khác nhau đó là: Miss Teen International của Hoa Kỳ, Miss Teen International của Costa Rica, Miss Teen International của Ecuador, 2 cuộc thi Miss Teen Interantional khác nhau đều của Thái Lan, Miss Teen Internatioanl của Ấn Độ và Miss Teen International của Việt Nam.

## Cuộc thi tại Hoa Kỳ

### Danh sách Hoa hậu
| Năm  | Quốc gia  | Hoa hậu Thiếu niên Quốc tế |
| ---- | --------- | -------------------------- |
| 1966 | Thụy Điển | Ewa Aulin                  |
| 1967 | Na Uy     | Alice Alfeim               |
| 1968 | Úc        | Jeanette McLeod            |
| 1969 | Anh       | Mary Louise Lewis          |

### Lịch sử
Cuộc thi lần đầu diễn ra vào thứ tư, ngày 4 tháng 4 năm 1966 tại Hollywood và được chủ quản tổ chức là Adam West, anh là một ngôi sao của loạt phim truyền hình Batman. Cuộc thi có sự góp mặt của ngôi sao là Mia Farrow, Barbara Parkins, Vic Morrow, John Astin, Robert Goulet và Sonny & Cher. Đặc biệt có sự tham gia của Miss Teen USA 1965 - Susan Henning.
Cuộc thi lần thứ hai là vào năm 1967 diễn ra vào thứ bảu, ngày 20 tháng 3 tại Hollywood và chủ quản tổ chức ần này là Sally Field và Noel Harrison, với Miss Teen USA 1966 - Cindy Lewis góp mặt. Cũng như cựu Hoa hậu trong năm đầu tiên của cuộc thi Ewa Aulin từ Phần Lan, 17 tuổi xuất hiện để trao lại danh hiệu cho người kế nhiệm.
Cuộc thi lần thứ ba là vào năm 1968 diễn ra vào thứ bảy, 13 tháng 4 cũng tại Hollywood.
Cuộc thi lần thứ tư cũng là lần cuối cùng do Al Burton chủ quản. cuộc thi cuối cùng được phát sóng như một chương trình đặc biệt kéo dài một giờ trên toàn quốc vào khung giờ vàng ở Hoa Kỳ trong bốn năm liên tiếp trên mạng ABC Television ở Hoa Kỳ và phát sóng tổng hợp ở các thị trường truyền hình nước ngoài.

## Cuộc thi tại Costa Rica

### Danh sách Hoa hậu
| Năm                                                      | Quốc gia    | Hoa hậu Thiếu niên Quốc tế | Quê quán       | Địa điểm tổ chức | Nº | Ref.   |
| -------------------------------------------------------- | ----------- | -------------------------- | -------------- | ---------------- | -- | ------ |
| Cuộc thi Hoa hậu Thiếu niên Quốc tế từ năm 1993 đến 2014 |             |                            |                |                  |    |        |
| 1993                                                     | Sweden      | Sofia Andersson            | San José       | Costa Rica       | 23 |        |
| 1994                                                     | Brazil      | Ana Carina Góis            | San José       | Costa Rica       | 29 |        |
| 1995                                                     | Sweden      | Kristen Hungerford         | San José       | Costa Rica       | 23 |        |
| 1996                                                     | Brazil      | Renata Cavazzana           | San José       | Costa Rica       | 22 |        |
| 1997                                                     | Puerto Rico | Katherine González         | San José       | Costa Rica       | 21 |        |
| 1998                                                     | Brazil      | Vanessa Martins            | Guatemala City | Guatemala        | 17 |        |
| 1999                                                     | Aruba       | Carolina Raven             | San José       | Costa Rica       | 12 |        |
| 2000                                                     | Curacao     | Mary Ann Statia            | Oranjestad     | Aruba            | 14 |        |
| 2001                                                     | Puerto Rico | Yaraliz Lasanta            | Willemstad     | Curacao          | 12 |        |
| 2002                                                     | Costa Rica  | Fabriella Quesada          | San José       | Costa Rica       | 13 |        |
| 2003                                                     | Costa Rica  | Teresa Rodríguez           | Ibarra         | Ecuador          | 18 |        |
| 2004                                                     | Úc          | Lauryn Eagle               | San José       | Costa Rica       | 21 |        |
| 2006                                                     | Puerto Rico | Mayra Matos                | San José       | Costa Rica       | 16 |        |
| 2007                                                     | Mexico      | Jenny Quiroga              | Lima           | Peru             | 18 |        |
| 2008                                                     | Brazil      | Isabele Sánchez            | San José       | Costa Rica       | 16 |        |
| 2009                                                     | Costa Rica  | Nazareth Cascante          | San José       | Costa Rica       | 15 |        |
| 2010                                                     | Aruba       | Lynette Nascimiento        | San José       | Costa Rica       | 14 |        |
| 2011                                                     | Nicaragua   | Adriana Paniagua           | San José       | Costa Rica       | 12 |        |
| 2012                                                     | Puerto Rico | Valerie Hernández          | San José       | Costa Rica       | 10 | [ 11 ] |
| 2013                                                     | Brazil      | Isabella Novaes            | San José       | Costa Rica       | 10 |        |
| 2014                                                     | Paraguay    | Ailin Adorno               | Guanacaste     | Costa Rica       | 11 | [ 12 ] |

### Lịch sử
Một cuộc thi Hoa hậu Thiếu niên Quốc tế mới vào năm 1993 có trụ sở tại Costa Rica do doanh nhân Enrique Gonzalez tổ chức. Và cuộc thi cuối cùng ghi nhận vào năm 2014.

## Cuộc thi tại Ecuador

### Danh sách Hoa hậu
| Năm                                                     | Quốc gia     | Hoa hậu Thiếu niên Quốc tế | Quê quán         | Tuổi | Ref.                 |
| ------------------------------------------------------- | ------------ | -------------------------- | ---------------- | ---- | -------------------- |
| Cuộc thi Hoa hậu Thiếu niên Quốc tế của Rodrigo Moreira |              |                            |                  |      |                      |
| 2014                                                    | Bolivia      | Fabiola Ortiz              | Montero          | 19   |                      |
| 2015                                                    | Puerto Rico  | Paola Serrano              | Aguas Buenas     | 17   |                      |
| 2016                                                    | Ecuador      | Camila Montenegro          | Ambato           | 19   |                      |
| 2017                                                    | Puerto Rico  | Tanailyn Medina            | Moca             | 15   |                      |
| 2018                                                    | Brazil       | Julia Hemza                | Osasco           | 16   |                      |
| 2019                                                    | Peru         | Luciana Begazo             | Camaná           | 19   | [ 14 ]               |
| 2020                                                    | Panama       | Maria Alejandra Royo       | Thành phố Panama | 19   | [ 15 ]               |
| 2021                                                    | Mexico       | Aurora Villalobos          | Ocotlán          | 19   | [ 16 ] [ 17 ]        |
| 2022                                                    | South Africa | Yulienke Jacobs            | Bethlehem        | 16   | [ 18 ] [ 19 ] [ 20 ] |
| 2023                                                    | Brazil       | Effora Consoli             | Camboriú         | 17   | [ 21 ]               |
| 2024                                                    | Ecuador      | Christine Carbo            | Milagro          | 18   |                      |

### Lịch sử

#### Từ năm 2014 đến nay
Một cuộc thi sắc đẹp mang tên Hoa hậu Thiếu niên Quốc tế khác có trụ sở chính thức tại Ecuador và được đứng đầu bởi Rodrigo Moreira. Rodrigo Moreira đã nộp đơn đăng ký tên thương hiệu Hoa hậu Thiếu niên Quốc tế tại Ecuador vào năm 2018, và được phê duyệt năm 2019. Ngoài ra cuộc thi trước đây còn có cái tên khác là Hoa hậu Vị thành niên Quốc tế từ 2014 đến 2018.

## Cuộc thi tại Thái Lan

### Danh sách Hoa hậu
| Năm                                                              | Quốc gia    | Hoa hậu Thiếu niên Quốc tế | Địa điểm            | Ref. |
| ---------------------------------------------------------------- | ----------- | -------------------------- | ------------------- | ---- |
| Cuộc thi Hoa hậu Thiếu niên Quốc tế của Miss Teen International. |             |                            |                     |      |
| 2009                                                             | Philippines | Nikita Conwi               | Singapore           |      |
| 2010                                                             | Philippines | Charmaine Hong             | Singapore           |      |
| 2011                                                             | Philippines | Angelica Nicole Hernandez  | Singapore           |      |
| 2012                                                             | Thái Lan    | Chunita Wongwiboonrath     | Singapore           |      |
| 2013                                                             | Thái Lan    | Bhudaporn Nonpala          | Singapore           |      |
| 2014                                                             | Malaysia    | Tanisha De Mour            | Singapore           |      |
| 2015                                                             | Thái Lan    | Pattrporn Sripattrprasite  | Singapore           |      |
| 2016                                                             | Úc          | Lynn                       | Băng Cốc, Thái Lan  |      |
| 2017                                                             | Philippines | Kathleen Paton             | Băng Cốc, Thái Lan  |      |
| 2018                                                             | Indonesia   | Yashifa Suci Rama          | Băng Cốc, Thái Lan  |      |
| 2019                                                             | Canada      | Kyla Isidro                | Cuộc thi trực tuyến |      |
| 2020                                                             | Thái Lan    | Mutita Thanomkulbutr       | Cuộc thi trực tuyến |      |
| 2021/22                                                          | TBA         | TBA                        | Băng Cốc, Thái Lan  |      |

#### Một cuộc thi khác cũng tại Thái Lan
| Năm                                            | Quốc gia          | Hoa hậu Thiếu niên Quốc tế | Địa điểm             | Tham gia          | Ref.              |
| ---------------------------------------------- | ----------------- | -------------------------- | -------------------- | ----------------- | ----------------- |
| Cuộc thi thuộc Prince & Princess International |                   |                            |                      |                   |                   |
| 2016                                           | Úc                | Mika Saito                 | Chiang Mai, Thái Lan | 32                |                   |
| 2017                                           | Bulgaria          | Bilyana Lazarova           | Chiang Mai, Thái Lan | 30                |                   |
| 2018                                           | Philippines       | Gemeli Tipcao              | Phuket, Thái Lan     | 74                |                   |
| 2019                                           | Thái Lan          | Pischa Saetang             | Chiang Mai, Thái Lan | 41                |                   |
| 2020                                           | Không có cuộc thi | Không có cuộc thi          | Không có cuộc thi    | Không có cuộc thi | Không có cuộc thi |

## Cuộc thi tại Ấn Độ

### Danh sách Hoa hậu
| Năm                                                                      | Quốc gia          | Hoa hậu Thiếu niên Quốc tế | Quê quán          | Tuổi              | Ref.              |                   |
| ------------------------------------------------------------------------ | ----------------- | -------------------------- | ----------------- | ----------------- | ----------------- | ----------------- |
| Cuộc thi Hoa hậu Thiếu niên Quốc tế của Glamanand Entertainment Pvt. Ltd |                   |                            |                   |                   |                   |                   |
| 2018                                                                     | Mexico            | Odalys Duarte              | Tulancingo        | 17                | [ 30 ]            |                   |
| 2019                                                                     | Ấn Độ             | Aayushi Dholakia           | New Delhi         | 16                | [ 32 ]            |                   |
| 2020-2021                                                                | Không có cuộc thi | Không có cuộc thi          | Không có cuộc thi | Không có cuộc thi | Không có cuộc thi | Không có cuộc thi |
| 2022                                                                     | Việt Nam          | Ngô Ngọc Gia Hân           | Thanh Hóa         | 16                | [ 34 ]            |                   |

### Lịch sử

#### Từ năm 2016 đến nay
Vào năm 2016, một cuộc thi sắc đẹp tên Hoa hậu Thiếu niên Quốc tế khác đã được tổ chức, có trụ sở tại Ấn Độ. Cuộc thi do tổ chức Glamanand Entertainment Pvt. Ltd tổ chức, và tổ chức này đứng đầu bởi doanh nhân Nikhil Anand.

## Cuộc thi tại Việt Nam

### Danh sách Hoa hậu
| Năm                                                       | Quốc gia    | Hoa hậu Thiếu niên Quốc tế      | Địa điểm                        | Tham dự | Ref. |
| --------------------------------------------------------- | ----------- | ------------------------------- | ------------------------------- | ------- | ---- |
| Cuộc thi Hoa hậu Thiếu niên Quốc tế của Mr. Phan Hữu Hiệp |             |                                 |                                 |         |      |
| 2022                                                      | Philippines | Jihaynne Jirah Shamah Hernandez | Thành phố Hồ Chí Minh, Việt Nam | 10      |      |